# Queen Blessing Ebigieson
 (septembre 2024).
La mise en forme du texte ne suit pas les recommandations de Wikipédia : il faut le « wikifier ».
Les points d'amélioration suivants sont les cas les plus fréquents. Le détail des points à revoir est peut-être précisé sur la page de discussion.
- Les titres sont pré-formatés par le logiciel. Ils ne sont ni en capitales, ni en gras.
- Le texte ne doit pas être écrit en capitales (les noms de famille non plus), ni en gras, ni en italique, ni en « petit »…
- Le gras n'est utilisé que pour surligner le titre de l'article dans l'introduction, une seule fois.
- L'italique est rarement utilisé : mots en langue étrangère, titres d'œuvres, noms de bateaux, etc.
- Les citations ne sont pas en italique mais en corps de texte normal. Elles sont entourées par des guillemets français : « et ».
- Les listes à puces sont à éviter, des paragraphes rédigés étant largement préférés. Les tableaux sont à réserver à la présentation de données structurées (résultats, etc.).
- Les appels de note de bas de page (petits chiffres en exposant, introduits par l'outil «  Source ») sont à placer entre la fin de phrase et le point final[comme ça].
- Les liens internes (vers d'autres articles de Wikipédia) sont à choisir avec parcimonie. Créez des liens vers des articles approfondissant le sujet. Les termes génériques sans rapport avec le sujet sont à éviter, ainsi que les répétitions de liens vers un même terme.
- Les liens externes sont à placer uniquement dans une section « Liens externes », à la fin de l'article. Ces liens sont à choisir avec parcimonie suivant les règles définies. Si un lien sert de source à l'article, son insertion dans le texte est à faire par les notes de bas de page.
- La présentation des références doit suivre les conventions bibliographiques. Il est recommandé d'utiliser les modèles {{Ouvrage}}, {{Chapitre}}, {{Article}}, {{Lien web}} et/ou {{Bibliographie}}. Le mode d'édition visuel peut mettre en forme automatiquement les références.
- Insérer une infobox (cadre d'informations à droite) n'est pas obligatoire pour parachever la mise en page.

Pour une aide détaillée, merci de consulter Aide:Wikification.
Si vous pensez que ces points ont été résolus, vous pouvez retirer ce bandeau et améliorer la mise en forme d'un autre article.
 (septembre 2024).
Queen Blessing Ebigieson  (née le 14 avril 1980) est une actrice, productrice de cinéma, animatrice de télévision et cinéaste nigériane,,,. Elle a remporté le prix de La meilleure actrice (autochtone) et le prix du meilleur film (autochtone) pour sa production d'Ileri Ife au Festival international du film d'Eko 2016,. Elle a reçu le prix de reconnaissance spéciale aux City People Movie Awards 2021 pour sa contribution à l'industrie cinématographique nigériane.

## Début de vie
Queen Blessing Ebigieson est originaire d' Okpella, dans l'État d'Edo, au Nigéria. Elle est née dans l'État de Benue et a grandi au nord du Nigéria. Elle a fréquenté l'École polytechnique fédérale de Bida, où elle a obtenu un diplôme en communication de masse en 2006,,. Elle a reçu un doctorat honorifique en administration (processus décisionnel) de Rescue Mission Theological University en 2022.

## Carrière
Queen Blessing Ebigieson a commencé sa carrière en tant que danseuse et s'est ensuite lancée dans le mannequinat. Elle a commencé sa vie actrice en 2000 alors qu'elle était étudiante de premier cycle. Son premier film est Ashes to Ashes dans l'État d'Enugu où elle a joué trois scènes du film,,.
Elle est apparue dans des films tels que Eldorado, Girls Next Door, Back 2 Back, Empty Coffin et des feuilletons tels que Super Story de Wale Adenuga,,. Depuis son ascension vers la célébrité, elle a joué dans plus de 80 films. Elle est propriétaire de BQ Productions et a produit jusqu'à dix films depuis 2009, notamment Borokini, Ife Otito, Ejomiko, Ileri Ife, Ibaje Mi Dewa, Fix it or Kill it et Hatred,,,,.
Elle dirige Queen Blessing Foundation (QBF) et est également ambassadrice du Celebrity Drug Free Club de  National Drug Law Enforcement Agency,,. Elle est la 8e présidente nationale de l'Association des producteurs de films (AMP) du Nigéria depuis 2023.

## Vie personnelle
Queen Blessing Ebigieson a un fils avec John Okosun de Reality Magazine et cinq filles adoptives. Elle est une chrétienne pratiquante,,.

## Filmographie
- Super Story
- Empty Coffin
- Back 2 Back
- Girls Next Door
- Pretty Angels
- Romantic Touch
- Evil Genius
- Ejomiko
- Eldorado
- Sweet Love
- Moment of Joy
- Aje Ni Mope
- Romantic Attraction
- Omo Butty
- Ashes to Ashes (2000)